# Indrani Bose
Indrani Bose (Calcutá, 15 de agosto de 1951) é uma física indiana, Professora sênior do Departamento de Física do Instituto Bose, em Calcutá, na Índia. Seus campos de especialização são em física da matéria condensada, teoria da informação quântica, física estatística, sistemas e física biológica.
O professor Satyendra Nath Bose a orientou na obtenção de seu PhD em Física, em 1981, pela Universidade de Calcutá. Ela foi a primeira a receber o prêmio Stree Shakti Science Samman (2000) por seu trabalho sobre soluções exatas do modelo Hamiltoniano (de baixas dimensões) no contexto de sistemas magnéticos. Ela é um membro da Academia Indiana de Ciências e da Academia Nacional de Ciências.